# Gran Premio motociclistico d'Olanda 1978
Il Gran Premio motociclistico d'Olanda fu il sesto appuntamento del motomondiale 1978.
Si svolse sabato 24 giugno 1978 sul circuito di Assen alla presenza di 150.000 spettatori, e corsero tutte le classi.
In 500 fu lotta a quattro tra Barry Sheene, Johnny Cecotto, Kenny Roberts e Takazumi Katayama: vinse Cecotto in volata su Roberts.
Facile vittoria di Kork Ballington in 350, categoria colpita dalla pioggia. Ottima prova di Gianfranco Bonera, secondo al traguardo e autore del giro più veloce.
Dominio di Kenny Roberts in 250 davanti alle due Kawasaki ufficiali.
50 e 125 videro la vittoria di Eugenio Lazzarini.
Nei sidecar vinse Werner Schwärzel approfittando del ritiro di Rolf Biland, il cui "tre ruote" fu ancora oggetto di controversie.

## Classe 500

### Arrivati al traguardo
| Pos | Pilota            | Moto   | Tempo     | Punti |
| --- | ----------------- | ------ | --------- | ----- |
| 1   | Johnny Cecotto    | Yamaha | 48' 17" 1 | 15    |
| 2   | Kenny Roberts     | Yamaha | +0" 1     | 12    |
| 3   | Barry Sheene      | Suzuki | +3" 1     | 10    |
| 4   | Takazumi Katayama | Yamaha | +13" 2    | 8     |
| 5   | Wil Hartog        | Suzuki | +36" 1    | 6     |
| 6   | Michel Rougerie   | Suzuki | +43" 4    | 5     |
| 7   | John Newbold      | Suzuki | +43" 6    | 4     |
| 8   | Boet van Dulmen   | Suzuki | +45" 2    | 3     |
| 9   | Steve Baker       | Suzuki |           | 2     |
| 10  | Steve Parrish     | Suzuki |           | 1     |
| 11  | Philippe Coulon   | Suzuki |           |       |
| 12  | Teuvo Länsivuori  | Suzuki |           |       |
| 13  | Gianfranco Bonera | Suzuki |           |       |
| 14  | Alex George       | Suzuki |           |       |
| 15  | Jack Middelburg   | Suzuki |           |       |
| 16  | Graziano Rossi    | Suzuki |           |       |
| 17  | John Woodley      | Suzuki |           |       |
| 18  | Max Wiener        | Suzuki | +1 giro   |       |
| 19  | Dick Alblas       | Suzuki | +1 giro   |       |
| 20  | Gerhard Vogt      | Suzuki | +1 giro   |       |
| 21  | Franz Rau         | Suzuki | +1 giro   |       |
| 22  | Max Wiener        | Suzuki | +1 giro   |       |
| 23  | Cor Scheepens     | Suzuki | +1 giro   |       |

### Ritirati
| Pilota            | Moto   | Motivo ritiro      |
| ----------------- | ------ | ------------------ |
| Marco Lucchinelli | Suzuki | problemi al motore |
| Bruno Kneubühler  | Suzuki | problemi al motore |
| Piet van der Wal  | Yamaha | problemi al motore |
| Leslie van Breda  | Suzuki | problemi al motore |
| Gianni Rolando    | Suzuki | problemi al motore |
| Jack Findlay      | Suzuki | problemi al motore |
| John Williams     | Suzuki |                    |

### Non partiti
| Pilota           | Moto   |
| ---------------- | ------ |
| Virginio Ferrari | Suzuki |
| Dave Potter      | Suzuki |

### Non qualificati
| Pilota             | Moto   |
| ------------------ | ------ |
| Bosse Granath      | Suzuki |
| Børge Nielsen      | Suzuki |
| Hans Braumandl     | Suzuki |
| Jean-Claude Hogrel | BUT    |

## Classe 350

### Arrivati al traguardo
| Pos | Pilota               | Moto     | Tempo     | Punti |
| --- | -------------------- | -------- | --------- | ----- |
| 1   | Kork Ballington      | Kawasaki | 54' 32" 9 | 15    |
| 2   | Gianfranco Bonera    | Yamaha   | +11" 6    | 12    |
| 3   | Jon Ekerold          | Yamaha   | +23" 6    | 10    |
| 4   | Pentti Korhonen      | Yamaha   | +29" 3    | 8     |
| 5   | Christian Sarron     | Yamaha   | +49" 2    | 6     |
| 6   | Tom Herron           | Yamaha   | +56" 4    | 5     |
| 7   | Mick Grant           | Kawasaki |           | 4     |
| 8   | Gregg Hansford       | Kawasaki |           | 3     |
| 9   | Piet van der Wal     | Yamaha   |           | 2     |
| 10  | Franco Uncini        | Yamaha   |           | 1     |
| 11  | Vic Soussan          | Yamaha   |           |       |
| 12  | Eero Hyvärinen       | Yamaha   |           |       |
| 13  | Jack Middelburg      | Yamaha   |           |       |
| 14  | Bert Struyk          | Yamaha   |           |       |
| 15  | Víctor Palomo        | Yamaha   | +1 giro   |       |
| 16  | Willem-Jan Nooteboom | Yamaha   | +2 giri   |       |

### Ritirati
| Pilota             | Moto            | Motivo ritiro |
| ------------------ | --------------- | ------------- |
| Paolo Pileri       | Morbidelli      |               |
| Takazumi Katayama  | Yamaha          |               |
| Michel Rougerie    | Yamaha          |               |
| Olivier Chevallier | Yamaha          |               |
| Patrick Fernandez  | Yamaha          |               |
| Patrick Pons       | Yamaha          |               |
| John Dodds         | Yamaha          |               |
| Chas Mortimer      | Yamaha          |               |
| Anton Mang         | Kawasaki        |               |
| Mario Lega         | Morbidelli      |               |
| Walter Villa       | Harley-Davidson | incidente     |
| Alex George        | Yamaha          |               |
| Bruno Kneubühler   | Yamaha          |               |
| Albert Siegers     | Yamaha          |               |

### Non qualificati
| Pilota         | Moto   |
| -------------- | ------ |
| Pekka Nurmi    | Yamaha |
| John Newbold   | Yamaha |
| Ron Kirkham    | Yamaha |
| Franz Rau      | Yamaha |
| Lars Johansson | Yamaha |
| Børge Nielsen  | Yamaha |

## Classe 250

### Arrivati al traguardo
| Pos | Pilota              | Moto          | Tempo     | Punti |
| --- | ------------------- | ------------- | --------- | ----- |
| 1   | Kenny Roberts       | Yamaha        | 49' 30" 4 | 15    |
| 2   | Kork Ballington     | Kawasaki      | +9" 1     | 12    |
| 3   | Gregg Hansford      | Kawasaki      | +37" 7    | 10    |
| 4   | Franco Uncini       | Yamaha        | +42" 8    | 8     |
| 5   | Paolo Pileri        | Morbidelli    | +1' 12" 7 | 6     |
| 6   | Pentti Korhonen     | Yamaha        | +1' 22" 1 | 5     |
| 7   | Vic Soussan         | Yamaha        | +1' 33" 9 | 4     |
| 8   | Patrick Fernandez   | Yamaha        | +1' 34" 2 | 3     |
| 9   | Pekka Nurmi         | Yamaha        |           | 2     |
| 10  | Mario Lega          | Morbidelli    |           | 1     |
| 11  | Eero Hyvärinen      | Yamaha        |           |       |
| 12  | Bert Struyk         | Yamaha        |           |       |
| 13  | Chas Mortimer       | Maxton-Yamaha |           |       |
| 14  | Jean-François Baldé | Kawasaki      |           |       |
| 15  | Leif Gustafsson     | Yamaha        |           |       |
| 16  | Olivier Chevallier  | Yamaha        |           |       |
| 17  | Richard Hubin       | Yamaha        |           |       |
| 18  | Mar Schouten        | Yamaha        | +1 giro   |       |
| 19  | Rinus van Kasteren  | Yamaha        | +1 giro   |       |
| 20  | Kenny Blake         | Yamaha        | +1 giro   |       |

### Ritirati
| Pilota              | Moto            | Motivo ritiro |
| ------------------- | --------------- | ------------- |
| Mick Grant          | Kawasaki        |               |
| Christian Estrosi   | Yamaha          |               |
| Walter Villa        | Harley-Davidson |               |
| Harald Bartol       | HBI             |               |
| Harald Merkl        | Yamaha          |               |
| John Dodds          | Yamaha          |               |
| Anton Mang          | Kawasaki        |               |
| Kees van der Kruijs | Yamaha          |               |
| Jon Ekerold         | Yamaha          |               |
| Tom Herron          | Yamaha          |               |

### Non qualificati
| Pilota           | Moto   |
| ---------------- | ------ |
| Edi Stöllinger   | Yamaha |
| Louis Weterings  | Yamaha |
| Josef Hage       | Japol  |
| Sadao Asami      | Yamaha |
| Eddie Roberts    | Jawa   |
| Etienne Geeraerd | Yamaha |

## Classe 125

### Arrivati al traguardo
| Pos | Pilota                 | Moto       | Tempo     | Punti |
| --- | ---------------------- | ---------- | --------- | ----- |
| 1   | Eugenio Lazzarini      | MBA        | 46' 56" 7 | 15    |
| 2   | Maurizio Massimiani    | Morbidelli | +32" 1    | 12    |
| 3   | Harald Bartol          | Morbidelli | +1' 02" 2 | 10    |
| 4   | Patrick Plisson        | Morbidelli | +1' 27" 7 | 8     |
| 5   | Jean-Louis Guignabodet | Morbidelli | +1' 38" 3 | 6     |
| 6   | Per-Edvard Carlsson    | Morbidelli | +1' 40" 7 | 5     |
| 7   | Cees van Dongen        | Morbidelli | +1' 43" 0 | 4     |
| 8   | Matti Kinnunen         | Morbidelli |           | 3     |
| 9   | Henk van Kessel        | AGV-Condor |           | 2     |
| 10  | Bennie Wilbers         | Morbidelli |           | 1     |
| 11  | Theo Timmer            | Morbidelli |           |       |
| 12  | Walter Koschine        | Bender     |           |       |
| 13  | Theo van Geffen        | Morbidelli |           |       |
| 14  | Clive Horton           | Morbidelli |           |       |
| 15  | Peter van Niel         | Morbidelli | +1 giro   |       |
| 16  | Jan Ubels              | Buton      | +1 giro   |       |

### Ritirati
| Pilota                | Moto       | Motivo ritiro    |
| --------------------- | ---------- | ---------------- |
| Pier Paolo Bianchi    | Minarelli  | problemi tecnici |
| Ángel Nieto           | Bultaco    |                  |
| Johann Parzer         | Morbidelli |                  |
| Marc-Anton Constantin | Morbidelli |                  |
| Juup Bosman           | Morbidelli |                  |
| Karl Fuchs            | Morbidelli |                  |
| Hans Müller           | Morbidelli |                  |
| Rolf Blatter          | Morbidelli |                  |
| Mar Schouten          | Morbidelli |                  |
| Pierluigi Conforti    | MBA        |                  |
| Yves Dupont           | Morbidelli |                  |
| Jan Huberts           | Morbidelli |                  |
| Juliaan Vanzeebroeck  | Morbidelli |                  |
| Thierry Espié         | Motobécane |                  |

### Non qualificati
| Pilota             | Moto       |
| ------------------ | ---------- |
| Felice Agostini    | Morbidelli |
| Ernst Fagerer      | Morbidelli |
| Hans-Jürgen Hummel | Morbidelli |
| Benga Johansson    | Morbidelli |
| Bernd Schneider    | Bender     |

## Classe 50

### Arrivati al traguardo
| Pos | Pilota              | Moto     | Tempo     | Punti |
| --- | ------------------- | -------- | --------- | ----- |
| 1   | Eugenio Lazzarini   | Kreidler | 32' 32" 2 | 15    |
| 2   | Ricardo Tormo       | Bultaco  | +24" 6    | 12    |
| 3   | Patrick Plisson     | ABF      | +1' 25" 4 | 10    |
| 4   | Peter Looijesteijn  | Kreidler | +1' 33" 3 | 8     |
| 5   | Wolfgang Müller     | Kreidler | +1' 57" 7 | 6     |
| 6   | Ingo Emmerich       | Kreidler | +2' 09" 4 | 5     |
| 7   | Gerrit Strikker     | Kreidler |           | 4     |
| 8   | Rolf Blatter        | Kreidler |           | 3     |
| 9   | Cees van Dongen     | Kreidler |           | 2     |
| 10  | Jacky Hutteau       | Kreidler |           | 1     |
| 11  | Jan Welvaarts       | Kreidler |           |       |
| 12  | Hagen Klein         | Kreidler |           |       |
| 13  | Chris Baert         | Kreidler |           |       |
| 14  | Daniel Corvi        | Kreidler |           |       |
| 15  | Claudio Lusuardi    | Bultaco  |           |       |
| 16  | Henk van Kessel     | Sparta   |           |       |
| 17  | George Looijesteijn | Kreidler |           |       |
| 18  | Reiner Scheidhauer  | Kreidler | +1 giro   |       |

### Ritirati
| Pilota               | Moto       | Motivo ritiro |
| -------------------- | ---------- | ------------- |
| Juliaan Vanzeebroeck | Kreidler   |               |
| Ton Kooyman          | Hemeyla    |               |
| Adri de Korte        | Kreidler   |               |
| Aldo Pero            | Kreidler   |               |
| Hans-Jürgen Hummel   | Kreidler   |               |
| Charles Dumont       | Kreidler   |               |
| Lennart Lundgren     | Kreidler   |               |
| Günter Schirnhofer   | Kreidler   |               |
| Yves Le Toumelin     | Kreidler   |               |
| Theo Timmer          | Kreidler   |               |
| Theo van Geffen      | Morbidelli |               |

### Non qualificati
| Pilota       | Moto    |
| ------------ | ------- |
| Joaquín Galí | Bultaco |

## Classe sidecar
Per le motocarrozzette si trattò della 180ª gara effettuata dall'istituzione della classe nel 1949; si svolse su 14 giri, per una percorrenza di 107,856 km.
Pole position di Rolf Biland/Williams (BEO-Yamaha); giro più veloce dello stesso equipaggio in 3' 11" 5 a 145,086 km/h.

### Arrivati al traguardo
| Pos | Pilota               | Passeggero           | Moto          | Tempo     | Punti |
| --- | -------------------- | -------------------- | ------------- | --------- | ----- |
| 1   | Werner Schwärzel     | Andreas Huber        | ARO-Fath      | 46' 12" 7 | 15    |
| 2   | Jean-François Monnin | Paul Gérard          | Seymaz-Yamaha | +46" 7    | 12    |
| 3   | Dick Greasley        | Gordon Russell       | Busch-Yamaha  | +54" 1    | 10    |
| 4   | Bruno Holzer         | Karl Meierhans       | LCR-Yamaha    |           | 8     |
| 5   | Göte Brodin          | Per-Erik Wickström   | Windle-Yamaha |           | 6     |
| 6   | Yvan Trolliet        | Pierre Muller        | GEP-Yamaha    |           | 5     |
| 7   | Hermann Schmid       | Kenny Arthur         | Schmid-Yamaha |           | 4     |
| 8   | Boy Brouwer          | Jan Oostwouder       | Coan-Yamaha   |           | 3     |
| 9   | Max Venus            | Norbert Bittermann   | CAT-Yamaha    |           | 2     |
| 10  | Bill Hodgkins        | John Parkins         | Windle-Yamaha | +1 giro   | 1     |
| 11  | Hermann Huber        | Bernhard Schappacher | König         |           |       |

### Ritirati
| Pilota            | Passeggero       | Moto          | Motivo ritiro       |
| ----------------- | ---------------- | ------------- | ------------------- |
| Rolf Steinhausen  | Wolfgang Kalauch | Seymaz-Yamaha | uscita di pista     |
| Draaisma          | van Veen         | n.d.          |                     |
| Amedeo Zini       | Andrea Fornaro   | König         | incidente           |
| Siegfried Schauzu | Lorenzo Puzo     | Busch-Yamaha  |                     |
| Rolf Biland       | Williams         | BEO-Yamaha    | noie all'accensione |

## Fonti e bibliografia
- El Mundo Deportivo, 25 giugno 1978, pag. 25
- La Stampa, 24 giugno 1978, pag. 17 e 25 giugno 1978, pag. 17
- Motociclismo agosto 1978, pagg. 146-149
- Risultati della 500 su autosport.com, su autosport.com.